# Lissonota roveba
Lissonota roveba là một loài tò vò trong họ Ichneumonidae.